# Laubwald bei Haus Westrich
Laubwald bei Haus Westrich este o arie protejată (arie specială de conservare — SAC, sit de importanță comunitară — SCI) din Germania întinsă pe o suprafață de 2,65 ha, integral pe uscat.

## Localizare
Centrul sitului Laubwald bei Haus Westrich este situat la coordonatele 51°32′56″N 7°52′02″E / 51.5489°N 7.8672°E.

## Înființare
Situl Laubwald bei Haus Westrich a fost declarat sit de importanță comunitară în martie 2001 pentru a proteja 1 specie de animale. Situl a fost protejat și ca arie specială de conservare în noiembrie 2012.

## Biodiversitate
Situată în ecoregiunea atlantică, aria protejată nu include niciun habitat protejat.
La baza desemnării sitului se află o specie protejată de  nevertebrate: Osmoderma eremita Complex.